# Thôi Hi Phạm
Thôi Hi Phạm (崔希范), hiệu Chí Nhất chân nhân (至一眞人), là một đạo sĩ sống cuối đời nhà Đường, người đã biên soạn sách Nhập Dược Kính (入藥鏡), một cuốn sách dạy luyện nội đan. Vào đời nhà Nguyên (1279-1368), Vương Đạo Uyên (王道淵) chú giải sách này, với nhan đề Thôi Công Nhập Dược Kính Chú Giải 崔公入藥鏡注解 (1 quyển).